# Tránsito aduanero
El tránsito aduanero es el régimen aduanero mediante el cual las mercancías son transportadas desde una aduana de partida hasta una aduana de destino, en una misma operación que durante su transcurso cruza una o varias fronteras.
El tránsito aduanero puede ser a nivel nacional, extranjero o mixto y se puede desarrollar por diferentes vías como son: terrestre, fluvial, marítimo o aéreo.